# Weilenbach
Weilenbach  war eine Gemeinde im damaligen Landkreis Schrobenhausen, die 1972 größtenteils in die Gemeinde Aresing im oberbayerischen Landkreis Neuburg-Schrobenhausen eingegliedert wurde. Gemeindesitz war das Kirchdorf Unterweilenbach.

## Lage
Das Gebiet der ehemaligen Gemeinde Weilenbach befindet sich südlich von Aresing inmitten der Hallertau.

## Geschichte
Während die Höfe am „oberen Wilenbach“ in den Händen des Landadels waren, gab es in Unterweilenbach nur zwei größere Grundherrschaften, ein pfalzgräflich-wittelsbachische Allodium und den Besitz des Augsburger Domkapitels. 1440/42 wurde das pfalzgräflich-wittelsbachische Allod, das sich im Eigen des Klosters Ensdorf befand, von Abt Ludwig von Ensdorf an den Landrichter Leonhard Püchler und den Schrobenhausener Bürgermeister Johann Götz verkauft. Diese dotierten mit dem Besitz die Spitalstiftung Schrobenhausen. Unterweilenbach blieb dort bis zur Spitalsauflösung zu Beginn des 19. Jahrhunderts. Bis ins 18. Jahrhundert dauerte der Kampf um die Selbstständigkeit der Weilenbacher Kirche, die seelsorgerische Betreuung blieb aber bei der Pfarrei Aresing. Im Zuge der Verwaltungsreformen in Bayern entstand mit dem Gemeindeedikt von 1818 die Gemeinde Weilenbach, die aus den Orten Etzlberg, Flammensbach, Gütersberg, Labersdorf, Neuhof, Oberweilenbach, Spitalmühle und dem Gemeindesitz Unterweilenbach bestand. Reste der Adelsherrschaft bestanden bis zur Revolution 1848. 

## Gemeindeauflösung
Zum Ende Juni 1972 wurde die Gemeinde Weilenbach, die zu dieser Zeit 327 Einwohner zählte und ein 847,16 ha großes Gebiet umfasste, im Zuge der Gemeindegebietsreform in Bayern aufgelöst. Der nach Einwohnern weit überwiegende Teil der Gemeinde mit dem Kirchdorf Unterweilenbach, dem Dorf Oberweilenbach, dem Weiler Gütersberg und der Einöde Neuhof wurde zum 1. Juli nach Aresing umgegliedert. Der Weiler Labersdorf und die Einöden Etzlberg, Flammensbach und Spitalmühle kamen zur Gemeinde Weilach, die wiederum 1978 nach Gachenbach eingemeindet wurde.